# Governo Crispi III
Il Governo Crispi III è stato il trentesimo esecutivo del Regno d'Italia, il terzo guidato da Francesco Crispi.  
Esso, nato in seguito alle dimissioni del governo precedente, è stato in carica dal 15 dicembre 1893 al 14 giugno 1894 (sebbene già dimissionario dal precedente 5 giugno), per un totale di 181 giorni, ovvero 5 mesi e 30 giorni.

## Compagine di governo

### Appartenenza politica
| Partito | Partito                 | Presidente | Ministri | Sottosegretari | Totale |
| ------- | ----------------------- | ---------- | -------- | -------------- | ------ |
|         | Sinistra storica        | 1          | 3        | 4              | 8      |
|         | Indipendente (politica) | -          | 8        | 7              | 15     |

### Situazione parlamentare
NOTA: Ai tempi del Regno d'Italia, poiché secondo lo Statuto Albertino il governo rispondeva nei fatti al solo Re, la fiducia parlamentare in senso moderno non era obbligatoria (ed in tal senso vari sono stati i casi di formazione di un governo palesemente privo di tale supporto). La prassi di determinare la sopravvivenza dell’esecutivo in base al supporto parlamentare, dunque, si è andata sviluppando solo successivamente, specie con l’ascesa dei partiti di massa e con l’introduzione del sistema proporzionale, in tempi molto più tardi rispetto all’unità, ed ufficialmente solo con la Costituzione della Repubblica Italiana. Per questo motivo, il grafico sottostante espone, secondo ricostruzioni e dichiarazioni, nonché secondo la composizione del governo, l’eventuale supporto che questo avrebbe o ha ottenuto.
| Camera              | Collocazione | Partiti                     | Seggi     |
| ------------------- | ------------ | --------------------------- | --------- |
| Camera dei deputati | Maggioranza  | DEM (323), IND (35)         | 358 / 508 |
| Camera dei deputati | Opposizione  | PLC (93), ER (56), PSRI (1) | 150 / 508 |

## Composizione
| Carica                                | Titolare                                 | Titolare                                 | Titolare                                  | Sottosegretario                                        |
| Presidenza del Consiglio dei ministri | Presidenza del Consiglio dei ministri    | Presidenza del Consiglio dei ministri    | Presidenza del Consiglio dei ministri     | Sottosegretario di Stato alla Presidenza del Consiglio |
| ------------------------------------- | ---------------------------------------- | ---------------------------------------- | ----------------------------------------- | ------------------------------------------------------ |
| Presidente del Consiglio dei ministri |                                          |                                          | Francesco Crispi (Sinistra storica)       | Carica non assegnata                                   |
| Ministero                             | Ministri                                 | Ministri                                 | Ministri                                  | Sottosegretario                                        |
| Affari Esteri                         |                                          |                                          | Alberto Blanc (Indipendente)              | Pietro Antonelli                                       |
| Agricoltura, Industria e Commercio    |                                          |                                          | Paolo Boselli (Indipendente)              | Giulio Adamoli                                         |
| Lavori Pubblici                       |                                          |                                          | Giuseppe Saracco (Sinistra storica)       | Leone Romanin Jacur                                    |
| Interno                               |                                          |                                          | Francesco Crispi (Sinistra storica)       | Roberto Galli                                          |
| Pubblica Istruzione                   |                                          |                                          | Guido Baccelli (Sinistra storica)         | Settimio Costantini                                    |
| Guerra                                |                                          |                                          | Stanislao Mocenni (Indipendente)          | Giacomo Bogliolo                                       |
| Marina                                |                                          |                                          | Enrico Costantino Morin (Indipendente)    | Luciano Serra                                          |
| Finanze                               |                                          |                                          | Sidney Sonnino (Indipendente)             | Antonio Salandra                                       |
| Tesoro                                | Sidney Sonnino (Indipendente) Ad interim | Sidney Sonnino (Indipendente) Ad interim | Sidney Sonnino (Indipendente) Ad interim  | Antonio Salandra                                       |
| Grazia e Giustizia e Culti            |                                          |                                          | Vincenzo Calenda di Tavani (Indipendente) | Edoardo Daneo                                          |
| Poste e Telegrafi                     |                                          |                                          | Maggiorino Ferraris (Indipendente)        | Luigi Rava                                             |

## Cronologia

### 1893
- 15 dicembre - Il governo giura dinnanzi al Re.

### 1894
- 21 maggio - In seguito alla discussione sui provvedimenti finanziari predisposti dal ministro Sidney Sonnino per fronteggiare la grave situazione del paese, consistenti in un aumento dell’imposta fondiaria e nella creazione di nuove imposte, viene depositato un ordine del giorno a firma di Felice Cavallotti per dichiarare il dissenso della Camera dei Deputati sulla materia e per spingere il governo a muoversi per altri mezzi, specie con tagli radicali alla spesa. Questo viene firmato da molti altri deputati.
- 2 giugno - Il Presidente del Consiglio Crispi, nel tentativo di disinnescare la situazione propone un ordine del giorno di mediazione, istituendo una commissione parlamentare ad hoc per consigliare il governo. Tale mozione, sebbene sia stata successivamente approvata, facendo così sopravvivere il governo, con 225 favorevoli (214 contrari, 6 astenuti).
- 5 giugno - Nonostante l’approvazione dell’ordine del giorno, il Presidente Crispi, conscio di un rilevante assottigliamento della maggioranza, rassegna le dimissioni dinnanzi al Re. Questi dunque, accettatele, conferisce in virtù dell’assenza di un’esplicita sfiducia il mandato esplorativo nuovamente a Crispi.
- 14 giugno - Con il giuramento del nuovo esecutivo termina ufficialmente l’esperienza di governo.